# Биллингтон, Джеймс Хедли
Джеймс Хедли Биллингтон (англ. James Hadley Billington; 1 июня 1929 — 20 ноября 2018) — американский историк, 13-й директор библиотеки Конгресса США (1987—2015).
Иностранный член Российской академии наук (1999).

## Биография
Родился в Пенсильвании. Окончил школу Lower Merion High School, где был лучшим учеником в классе. Поступил в Принстонский университет, который также окончил с отличием в 1950 году. Получил стипендию Родса для учёбы в Оксфордском университете. Служил в армии США, затем работал в аналитическом подразделении ЦРУ Office of National Estimates. С 1957 по 1962 год преподавал историю в Гарвардском университете. С 1964 по 1974 год — профессор истории в Принстонском университете. С 1973 по 1987 год — директор Международного центра учёных Вудро Вилсона. На этом посту он основал Институт перспективных российских исследований имени Джорджа Кеннана.
Написал несколько книг о русской истории и культуре. Много раз приезжал в СССР и Россию в составе делегаций Конгресса США. В 1988 году сопровождал президента Рональда Рейгана в поездке в СССР. Хорошо говорил по-русски. В 1999 году Биллингтон совместно с Дмитрием Сергеевичем Лихачёвым стал инициатором российско-американской программы «Открытый мир», благодаря которой более 14 000 молодых лидеров из стран бывшего СССР посетили США.
Джеймс Биллингтон являлся иностранным членом Российской академии наук, почётным доктором МГУ и Тбилисского государственного университета, был награждён многими орденами и медалями.
Директор Библиотеки Конгресса США, а также инициатор создания Всемирной цифровой библиотеки.

### Библиотека Конгресса
Биллингтон был приведен к присяге в качестве Директора Библиотеки Конгресса 14 сентября 1987 года. Его кандидатуру выдвинул президент Рональд Рейган, и его назначение было единогласно утверждено Сенатом.
За время своей работы Биллингтон удвоил размер традиционных аналоговых коллекций библиотеки с 85,5 млн единиц хранения в 1987 году до более чем 160 млн единиц хранения в 2014 году. В 1996 году руководил приобретением ранее недоступных бумаг Жильбера Лафайета из замка Гранж-Блено во Франции, в котором тот жил с 1802 года и вплоть до своей смерти в 1834 году. С тех пор Биллингтон был единственным не французом в Совете фонда, управляющего замком. В 2003 году приобрел единственную копию карты мира Мартина Вальдземюллера 1507 года («свидетельство о рождении Америки») для постоянной экспозиции в здании библиотеки Томаса Джефферсона.
Биллингтон стал инициатором реконструкции на частные средства оригинальной библиотеки Томаса Джефферсона, которая была выставлена на постоянное обозрение в здании Джефферсона в 2008 году. Он расширил и технологически усовершенствовал общественные пространства здания Джефферсона, превратив его в национальную выставочную площадку, и провел более 100 выставок, на большинстве из которых были представлены материалы, ранее не выставлявшиеся публично в США. Биллингтон также успешно выступал за создание подземного сообщения между Центром для посетителей Капитолия США и Библиотекой в 2008 году, чтобы увеличить количество посетителей Конгресса и публичных экскурсий в здании Библиотеки Томаса Джефферсона.
В 2001 году Биллингтон запустил программу массового обезвоживания, которая продлила срок службы почти 4 миллионов томов и 12 миллионов листов рукописей; а также новые модули хранения коллекций в Форт-Миде, первые из которых были открыты в 2002 году, чтобы сохранить и сделать доступными более 4 миллионов предметов из аналоговых коллекций Библиотеки. В 1992 году Биллингтон создал Комитет по надзору за безопасностью библиотечных фондов для улучшения защиты коллекций, а в 2008 году — Фракцию Библиотеки Конгресса для привлечения внимания к кураторам и коллекциям Библиотеки. В 2009 году создал первый в Библиотеке Центр юных читателей в здании Джефферсона и первую крупномасштабную программу летней практики (Junior Fellows) для студентов университетов в 1991 году. При Биллингтоне Библиотека также спонсировала «Ворота к знаниям» в 2010—2011 годах, передвижную выставку в 90 местах по всем штатам к востоку от Миссисипи на специально сконструированном 18-колесном грузовике, расширяя доступ общественности к библиотечным фондам вне помещений, особенно для сельского населения.

## Личная жизнь
Был женат на Марджори Энн Бреннан. У них четверо детей: доктор Сьюзан Биллингтон Харпер, Энн Биллингтон Фишер, преподобный Джеймс Хедли Биллингтон-младший и Томас Китор Биллингтон. Также у них 12 внуков. Джеймс Биллингтон-старший и его дочь Сьюзан стали первыми отцом и дочерью, получившими стипендию Родса для получения степени доктора философии в Оксфордском университете.

## Труды
- Mikhailovsky and Russian Populism (1956), «Михайловский и русское народничество»
- The Icon and the Axe. An Interpretive History of Russian Culture (1966), рус. перевод «Икона и топор. Опыт истолкования истории русской культуры» (2001)
- Fire in the Minds of Men (1980), «Пожар в умах людей»
- The Arts of Russia (1970)
- Russia Transformed: Breakthrough to Hope, August 1991 (1992)
- The Face of Russia (1998), рус. перевод «Лики России» (2001)
- Russia in Search of Itself «Россия в поисках себя» (2005)

## Награды
- Президентская гражданская медаль (2008 год)
- Большой офицерский крест ордена «За заслуги перед Федеративной Республикой Германия» (Германия, 1995 год)
- Кавалер ордена Почётного легиона (Франция, 2007 год)
- Командор ордена Искусств и литературы (Франция, 1991 год)
- Великий офицер ордена «За заслуги перед Итальянской Республикой» (Италия, 2002 год)
- Командор ордена Южного Креста (Бразилия, 2002 год)
- Gwanghwa Medal ордена «За дипломатические заслуги» (Республика Корея, 1991 год)
- Орден Дружбы (Россия, 22 марта 2008 года) — за заслуги в развитии российско-американских отношений, укреплении дружбы и сотрудничества между Российской Федерацией и Соединёнными Штатами Америки[10].
- Почётная грамота Президента Российской Федерации (Россия, 4 июня 2009 года) — за заслуги в развитии и укреплении российско-американского культурного сотрудничества[11].
- Благодарность Президента Российской Федерации (Россия, 5 декабря 2012 года) — за большой вклад в развитие российско-американского культурно-гуманитарного сотрудничества[12]
- Стипендия Гуггенхайма (1960 год)[13]
- Медаль А. С. Пушкина (Международная ассоциация преподавателей русского языка и литературы, 1999 год)[14]